# Zapiski spod wezgłowia
Zapiski spod wezgłowia (jap. 枕草子 Makura no sōshi) – utwór literacki autorstwa Sei Shōnagon, japońskiej damy dworu, żyjącej na przełomie X i XI wieku (okres Heian). Był on pisany w latach 996–1010.
Jest to rodzaj osobistego dziennika, zaliczanego do japońskiego gatunku literackiego o nazwie zuihitsu ('podług pędzla'), odpowiadającego sylwie (silva rerum). Sei Shōnagon jest uważana za jego twórczynię.
Autorka opisuje czystym, pięknym i zwartym językiem wydarzenia na dworze cesarzowej Teishi (Sadako) oraz własne opinie na otaczającą ją rzeczywistość. W postaci luźnych notatek, spostrzeżeń, anegdot (setsuwa), opowiadań, wierszy przedstawia piękno przyrody i otaczającego ją świata, zamyśla się nad przemijaniem rzeczy, ocenia zachowanie i działanie ludzi, wykpiwa ich wady.
Polski przekład Agnieszki Heuchert ukazał się w 2013 roku nakładem Wydawnictwa Akademickiego „Dialog”.